# Armee im Schatten
Armee im Schatten (Originaltitel: L’Armée des ombres) ist ein französisch-italienisches Kriegsdrama aus dem Jahr 1969 unter der Regie von Jean-Pierre Melville. Erzählt werden Arbeit und Wirken der französischen Résistance im Zweiten Weltkrieg, die gegen die deutsche Besatzungsmacht, aber auch gegen Kollaborateure aus den eigenen Reihen kämpft.

In der Eingangssequenz des Films marschiert die Wehrmacht vor dem Arc de Triomphe auf.

## Handlung
Im Oktober 1942 wird Philippe Gerbier, ein Anführer der Résistance, von der Polizei verhaftet und in ein Lager gesperrt. Gemeinsam mit einem kommunistischen Elektriker, mit dem er sich anfreundet, plant er die Flucht, wird aber, bevor er fliehen kann, nach Paris überstellt, wo er von der Gestapo verhört werden soll. Es gelingt ihm, zu fliehen und nach Marseille zurückzukehren, wo seine Widerstandsgruppe beheimatet ist. Félix Lepercq, Gerbiers rechte Hand, hat einen jungen Agenten als den Informanten ausgemacht, der Philippe an die Polizei verraten hatte. Mit Hilfe von Guillaume Vermersch, „le bison“ (der Bison) genannt, und Claude Ullmann, „le masque“ (die Maske) genannt, wird der Verräter gefasst und in ein Haus gebracht, wo man ihn, um bei seiner Exekution keinen Lärm zu machen, erdrosselt.
In einer Bar trifft Félix Lepercq seinen alten Freund Jean-François Jardie, der sich der Widerstandsgruppe anschließt. Ebenfalls zu der Gruppe gehört Mathilde. Philippe fährt in einem U-Boot gemeinsam mit dem Anführer der gesamten Résistance, Luc Jardie, „der Chef“ genannt, nach London, um von dort aus den Widerstand besser koordinieren zu können. In London erfährt er von der Verhaftung Félix’ durch die Gestapo und beschließt, sofort zurückzukehren, da er befürchtet, Félix könnte unter Folter weitere Mitglieder der Widerstandsgruppe verraten. Philippe springt mit dem Fallschirm über Frankreich ab und kontaktiert Mathilde, gemeinsam planen sie, Félix aus der Gestapo-Haft zu befreien. Mit einem angeblichen Krankentransport versucht Mathilde, ihn zu befreien, was aber fehlschlägt, da Félix bereits im Sterben liegt und zu krank für einen Transport ist.
Bei einer Restaurant-Razzia wird auch Philippe verhaftet und kann erst in letzter Sekunde während eines sadistischen Erschießungsspiels von seinen Kameraden unter Leitung von Mathilde befreit werden. Philippe muss sich nun einige Wochen in einem einsamen Haus verstecken, wo ihn unter anderem „der Chef“ besucht. Dieser erzählt ihm, dass Mathilde verhaftet worden ist. Die Gestapo zwingt sie, Namen zu nennen, da man sonst ihre Tochter verhaften und deportieren würde. Sie wird freigelassen und von den anderen der Gruppe auf offener Straße erschossen, damit sie nicht weitere Namen preisgeben kann. „Der Chef“ hält es für möglich, dass sie es so gewollt habe. Im Abspann erfährt man, dass die gesamte Widerstandsgruppe bis Februar 1944 von den Deutschen aufgerieben und alle Mitglieder getötet wurden.

## Hintergrund
Regisseur Jean-Pierre Melville reflektiert in diesem Werk sein eigenes Mitwirken im französischen Widerstand. Der Film, der nach dem gleichnamigen Roman von Joseph Kessel entstand, startete in Frankreich am 12. September 1969, kam aber erst am 20. Januar 1978 in die deutschen Kinos. Armee im Schatten wurde am 17. Mai 2011 in Deutschland erstmals auf DVD veröffentlicht. Im Jahr 2007 hatte es bereits eine Veröffentlichung auf HD DVD gegeben.

## Kritik
Das Lexikon des internationalen Films befand: „Distanzierte, sachliche und unpathetische Schilderung der zermürbenden und selbstzerstörerischen Aktionen einer französischen Widerstandsgruppe im Zweiten Weltkrieg. Durch Verzicht auf alles Reißerische und durch hervorragende schauspielerische Leistungen erreicht der Film eine außergewöhnliche Intensität, ohne daß die innere Spannung nachläßt.“ Cinema sieht in dem Film ein „Denkmal des Widerstandes, aber eines mit Rissen“.
„In seinem Antikriegsfilm verzichtet Melville auf reißerische Action, vielmehr erhält der Film seine außergewöhnliche Intensität und Spannung durch die hervorragenden schauspielerischen Leistungen.“ resümiert Prisma.